# Tom Nilsson
Tom Nilsson, född 19 augusti 1993 i Tyresö församling, Stockholms län, är en svensk professionell ishockeyspelare som spelar för  Frölunda HC i SHL.
Nilsson valdes av Toronto Maple Leafs som 100:e spelare totalt i 2011 års NHL-draft.
Nilsson var med och vann silver vid junior-VM 2013, han var även med och vann silver vid U18-VM 2011.

## Klubbar
- Hanvikens SK, Moderklubb
- AIK Hockey, 2008–2009
- Mora IK, 2009–2013
- Frölunda HC, 2013–2014
- Toronto Marlies, 2014–2015
- Frölunda HC, 2015-